# Draconarius adnatus
Draconarius adnatus (лат.) — вид пауков рода Draconarius из семейства воронковых. Ареал ограничен территорией Китая. Название вида образовано от латинского слова «adnatus», что означает «соединенный», и относится к признаку близко расположенных сперматек. 

## Распространение
Китай (Yunnan: Gongshan, Lushui).

## Описание
Мелкие воронковые пауки, длина около 5 мм. Этот новый вид сходен с Draconarius wudangensis и родственным видам тем, что имеет сходный эпигинум и пальпы, но его можно отличить по небольшому атриуму у самок и короткому дистальному выступу цимбиума, короткому протоку, и короткому эмболическому основанию у самцов. Размер этого нового вида (около 5 мм в длину тела) намного меньше, чем у D. wudangensis, длина тела которого составляет около 10 мм и более.

## Таксономия
Вид был впервые описан в 2010 году китайским и американскими арахнологами Xin-Ping Wang, Charles Griswold, Jeremy Miller.